# Robert A. Green
Robert Alexis Green, również Lex Green (ur. 10 lutego 1892 w Lake Butler, zm. 9 lutego 1973 w Gainesville) – amerykański polityk, członek Partii Demokratycznej.

## Działalność polityczna
Od 1918 do 1920 zasiadał w stanowej Izbie Reprezentantów Florydy. W okresie od 4 marca 1925 do 3 stycznia 1943 przez dziewięć kadencje był przedstawicielem 2. okręgu, a następnie do rezygnacji 25 listopada 1944 przez jedną kadencję dużego okręgu wyborczego w stanie Floryda w Izbie Reprezentantów Stanów Zjednoczonych.